# Bab El Assa
Bab El Assa (o Bab el Bassa) è un comune dell'Algeria, situato nella provincia di Tlemcen. Confina a nord con Souk Tlata, ad ovest con il Marocco, a sud-ovest con Souani, ad ovest con Djebala.

## Geografia fisica
L'Oued Kiss segna il confine settentrionale tra Algeria e Marocco.

## Storia
Il 28 novembre del 1907 l'esercito marocchino invase l'Algeria francese e si ebbero aspri combattimenti con la guarnigione francese di  Bab el Assa. La forza francese era inadeguato per far fronte all'attacco nemico, ma resistette fino a quando fu aiutata dalle truppe stanziate Oudja e Nemours. I francesi contarono undici morti e quindici feriti, i marocchini lasciarono sul campo ottanta morti.

## Monumenti e luoghi d'interesse
- La Moschea El Wafa.[2]

## Trasporti ed infrastrutture
Bab El Assa è collegata tramite la N7A con Marsa Ben M'Hidi e Souani, tramite la N7C con Nekla, e tramite la W108 con Souk Tlata.

## Geografia antropica
Il comune è stato costituito nel 1984.
Località del comune sono:
- Bab El Assa
- Yembou
- Benkrama
- Taaddamat
- Ouled Sidi Slimane
- Selam
- Ferme Si Mokhtar
- Km 24
- Bouzaouaghi
- Allouane